# Lassy (Calvados)
Lassy è un ex comune francese di 352 abitanti situato nel dipartimento del Calvados nella regione della Normandia. Dal 1º gennaio 2017 è stato accorpato con Saint-Jean-le-Blanc e Saint-Vigor-des-Mézerets per formare il comune di Terres de Druance, del quale costituisce comune delegato.  

## Società

### Evoluzione demografica
Abitanti censiti